# Barrage de la Grande-Dixence
Pour les articles homonymes, voir Dixence (homonymie).
Ne doit pas être confondu avec Grande Dixence.
Le barrage de la Grande-Dixence est le plus haut barrage poids du monde, et le plus massif d'Europe. Situé dans le val des Dix sur la commune d'Hérémence en Valais, il mesure 285 mètres de haut, 748 mètres de long et environ 200 mètres de large à sa base. Il fait partie d'une vaste installation hydroélectrique nommée Cleuson Dixence ou Grande Dixence, d'une puissance de 2 000 MW qui l'associe notamment au barrage de Cleuson.
Construit entre 1953 et 1961, à l'emplacement d'un verrou glaciaire, le barrage constitué de six millions de mètres cubes de béton bloque le cours de la Dixence. Son lac d'accumulation, le lac des Dix, mesure 5 km de long.
Sur la même rivière, en amont, se situait le barrage de la Dixence, barrage voûte construit dans les années 1930. Ce barrage a été noyé lors de la mise en eau du barrage de la Grande-Dixence et peut encore être aperçu lorsque le niveau du lac est bas.

## Géographie

### Situation
Le barrage de la Grande-Dixence se trouve dans le val des Dix.

### Hydrographie
Le lac des Dix a une superficie de 3,65 km2 et une profondeur maximale de 227 mètres pour un total de 400 millions de m3 d'eau. Il barre la rivière Dixence. Il se situe à 2 365 mètres d'altitude. Coincé dans la vallée, sa largeur maximale atteint 600 mètres mais sa longueur se porte à 5,3 km. Il a remplacé l'ancien lac du barrage précédent qui était situé un peu plus en amont. Il est alimenté par plusieurs galeries amenant l'eau depuis de nombreux collecteurs situés près d'Arolla et Zermatt. Le bassin du lac a une superficie de 360 kilomètres carrés et récupère les écoulements sur les versants orientés au nord et proche de la frontière italienne. Au total, 100 km de galeries traversent les montagnes valaisannes. Ces tunnels, dont la section peut atteindre celle d'une galerie ferroviaire en certains endroits, permettent de capter chaque année plus de 380 millions de m3 d'eau.

## Caractéristiques

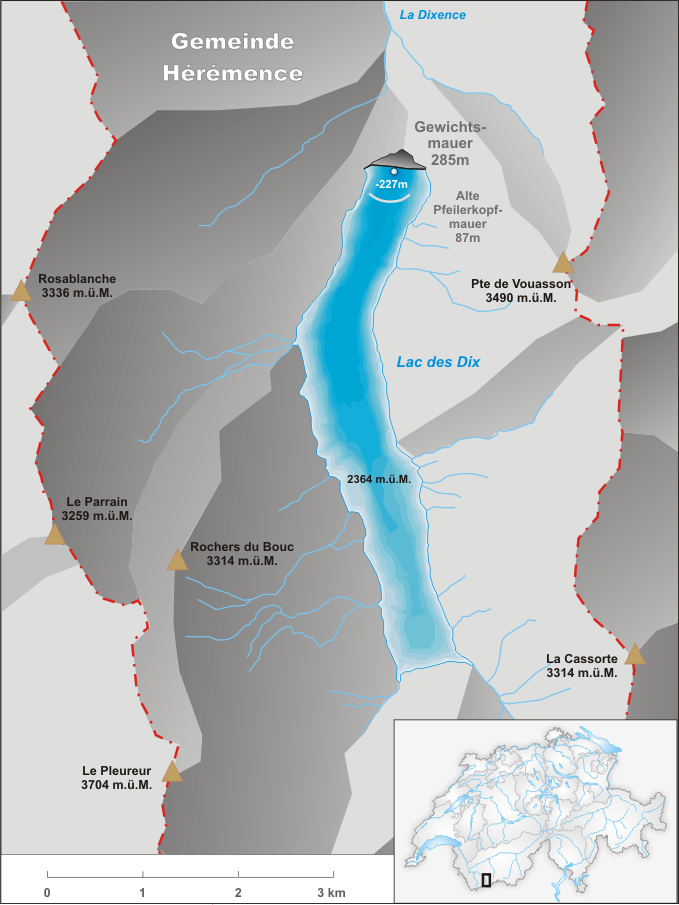
Plan des lieux.

Le barrage est un immense ouvrage dont l'épaisseur atteint 193 mètres à la base et 15 mètres au couronnement. La longueur totale du couronnement se monte à 748 mètres. Au total, ce ne sont pas moins de 5 960 000 m3 de béton parcourus par 32 kilomètres de galeries et de puits de surveillance. La poussée de l'eau provoque un déplacement du couronnement de 10 centimètres en aval. Plus de 100 km de tunnels acheminent de l'eau depuis les vallées aux alentours via une quarantaine de captages et plusieurs usines de pompage. Le bassin de captage s'étend sur plus de 380 km2 depuis le val d'Hérémence jusqu'au mont Rose près de Zermatt (à plus de 40 kilomètres du barrage).
Le couronnement du barrage se situe à 2 365 m d'altitude et la cote maximale de la retenue est de 2 364 m.
Trois galeries d'amenée et conduites forcées acheminent les eaux du barrage vers ses différentes centrales hydroélectriques qui sont :
- la centrale de Chandoline, 120 MW ;
- la centrale souterraine de Fionnay, 290 MW ;
- la centrale souterraine de Nendaz, 390 MW ;
- la centrale souterraine de Bieudron, 1 200 MW.

La centrale hydroélectrique de Chandoline est la centrale la plus vieille, construite avec le barrage de la Dixence en 1930 ; elle est actuellement hors service.

La centrale hydroélectrique de Nendaz a comme particularité de réutiliser les eaux précédemment turbinées à l'usine hydroélectrique de Fionnay.

La centrale hydroélectrique de Bieudron détient trois records mondiaux (état en 2010) :
- la plus haute chute d’eau, (1 880 m) ;
- la plus grande puissance par turbine Pelton, (400 MW) ;
- la plus grande puissance par pôle des alternateurs, (35,7 MVA).

La puissance électrique installée sur tout le complexe se monte à 2 000 MW, à savoir une quantité instantanée d'électricité équivalente à celle que génèrent deux réacteurs d'une centrale nucléaire, plus ou moins classique, construite à la fin du XXe siècle.

## Histoire

Étapes de construction du barrage, de 1953 à 1961.

Après de longues études effectuées par l'Office Fédéral de l'Économie Hydraulique puis par la société Énergie Ouest Suisse (EOS) avec l'aide de l’ordinateur Zuse 4, la construction démarre le 3 août 1953 sous la supervision de la société anonyme Grande Dixence (fondée en 1950). Le 22 septembre 1961, une fête célèbre la mise en place de la dernière benne alors qu'en 1957, le barrage remplissait déjà une partie de ses fonctions. La demande en énergie à l'époque devenait de plus en plus importante et il était crucial de disposer de l'énergie hydraulique dans les plus brefs délais. Les installations et les autres constructions en annexe du barrage se poursuivront jusque dans les années 1966-1967 avec notamment des stations de pompage et des usines qui permettent d'atteindre un plafond de production. En 1968, ce ne sont pas moins de 1 600 millions de kWh (1,6 TWh) qui sont produits, dont 85 % en hiver. Mais, annuellement, on peut atteindre 2 TWh (0,5 TWh en été et 1,5 TWh en hiver).

## Extension des installations et rupture
Un puits blindé et une usine de turbinage supplémentaire de grande puissance (usine souterraine de Bieudron, 1 200 MW, équivalent à la production d'un réacteur nucléaire) ont été construits de 1993 à 1998. Cette installation supplémentaire permet de faire varier sa puissance de 0 à 1 200 MW en l'espace de trois minutes. Elle sert essentiellement à approvisionner le réseau, en énergie supplémentaire, durant les heures de pointe de consommation.

### Rupture d'un puits blindé
Le 12 décembre 2000, le puits blindé, en acier, s’est déchiré sur une hauteur de 8,5 mètres et une largeur de 60 cm à l’altitude de 1 240 mètres, déversant environ 27 000 m3 d’eau sur le flanc pentu de la montagne. Un éboulement de rochers, d’arbres et de boue s’ensuivit, emportant plusieurs chalets et granges et tuant trois personnes. Les éboulements coupèrent la route cantonale au pied de la montagne et obstruèrent temporairement le Rhône.
Quatre ans d'analyses approfondies ont montré que cette rupture avait été causée par de la corrosion sous contrainte, phénomène bien connu des concepteurs de sous-marins mais ignoré jusqu'alors par ceux de ce puits blindé. L'acier utilisé, contrairement à ceux utilisés habituellement, avait une limite d'élasticité trop proche de la limite de rupture, favorisant ce phénomène de corrosion sous contrainte. À la suite de cette étude, des travaux de réparation ont été entrepris en 2005, consistant à installer sur toute la longueur, à l’intérieur de la conduite existante, une nouvelle conduite en acier plus classique déjà éprouvée par le passé. Ces travaux ont duré environ cinq ans. La conduite, ainsi que la centrale de Bieudron, sont à nouveau opérationnelles depuis début 2010.

## Dans la culture
Jean-Luc Godard, alors manœuvre sur le chantier, décide de réaliser en 1953 un film documentaire en noir et blanc intitulé Opération Béton sur cette phase de la construction.
Le livre À l'ombre de la Dixence, publié en 2015 par le groupe de travail Mémoire de femmes, retrace le quotidien des femmes du val d'Hérémence au XXe siècle, durant la construction des barrages de la Dixence et de la Grande-Dixence. Le livre est accompagné d'une exposition du même nom sur le sujet des vêtements des femmes dans la vallée entre 1920 et 1965. Enfin, un court-métrage réalisé par Anne Zen-Ruffinen propose les témoignages de sept femmes ayant travaillé pour la rédaction du livre.
En 2019, Marie-France Vouilloz-Burnier publie Générations barrages, un livre qui comprend des entretiens avec des hommes ayant travaillé sur le chantier de la Grande-Dixence.
Le barrage fait l'objet de plusieurs plans importants du film Laissez-moi de Maxime Rappaz présenté au Festival de Cannes 2023.

## Galerie

Lac et barrage
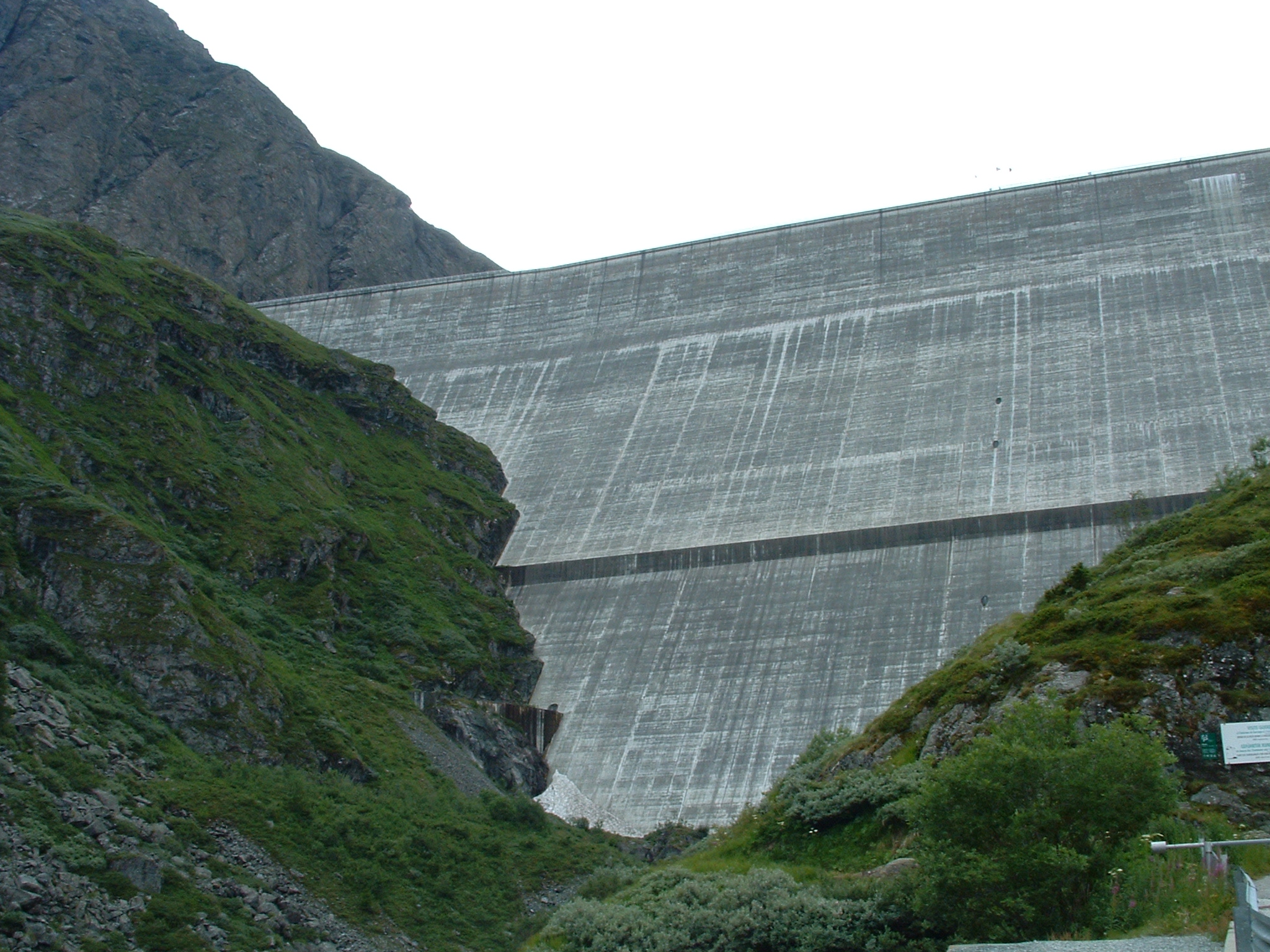
La face avant du barrage de la Grande-Dixence (face vallée).
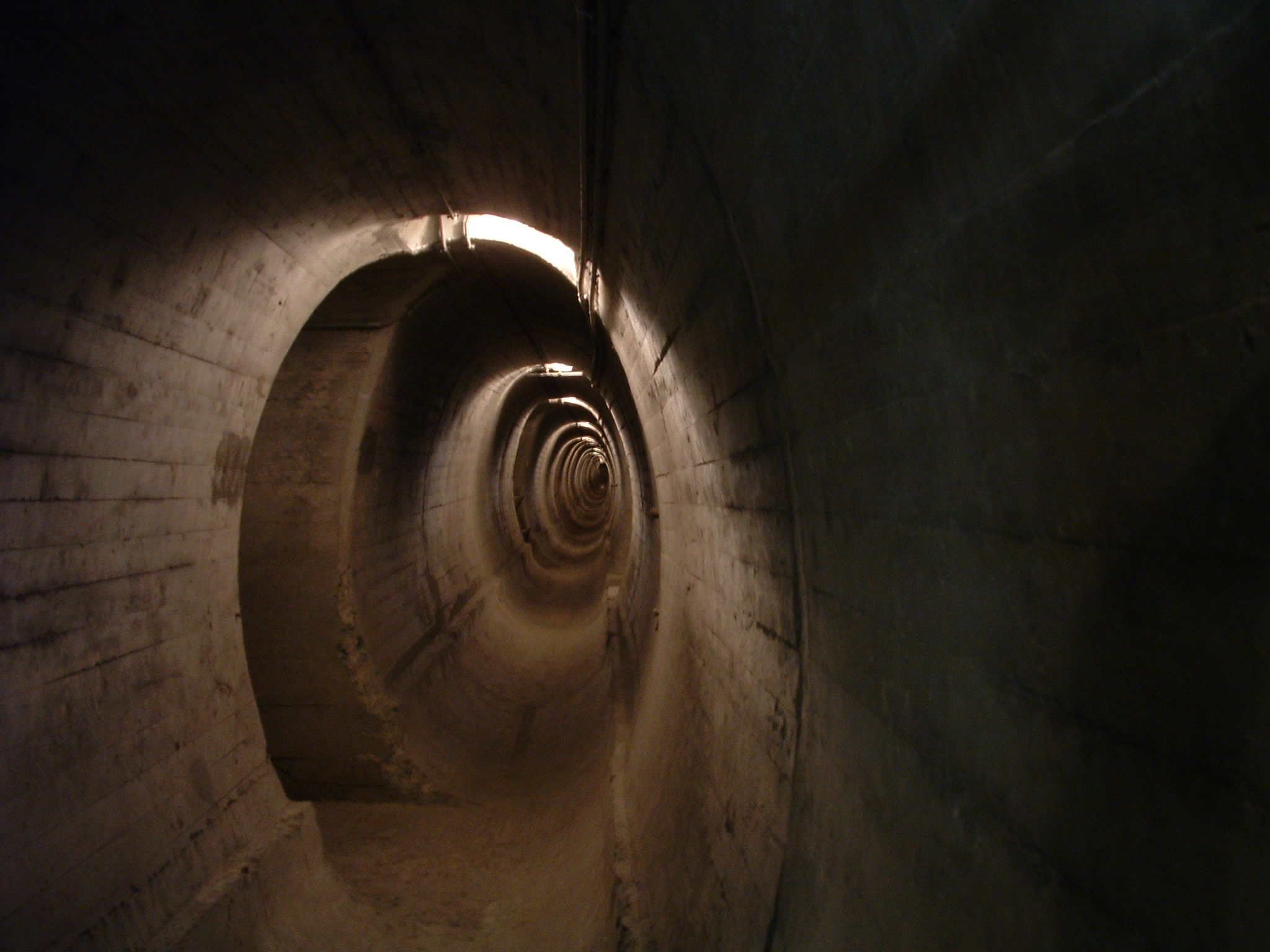
Galerie interne du barrage de la Grande-Dixence.
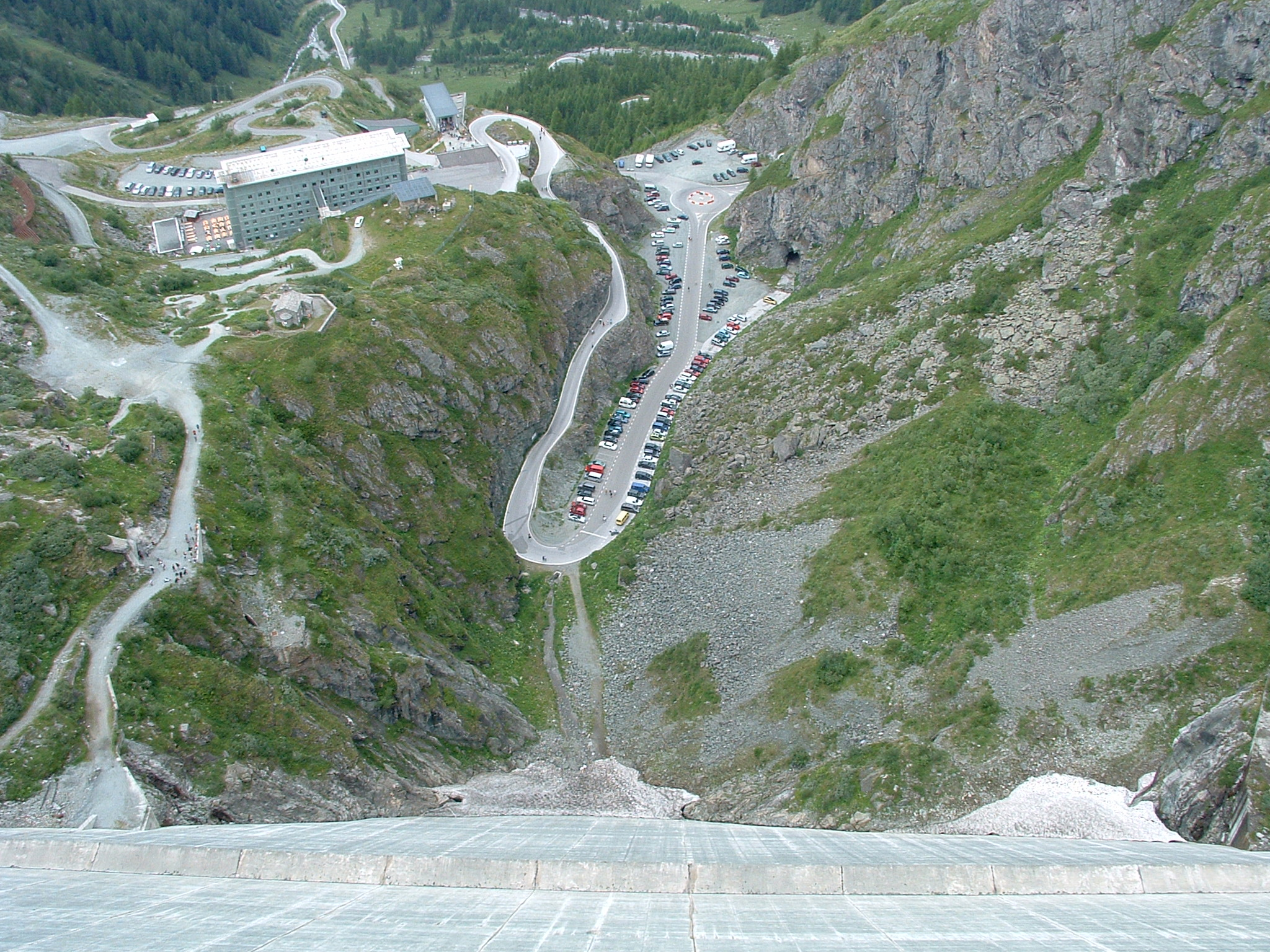
Vue plongeante depuis le haut de la Dixence.
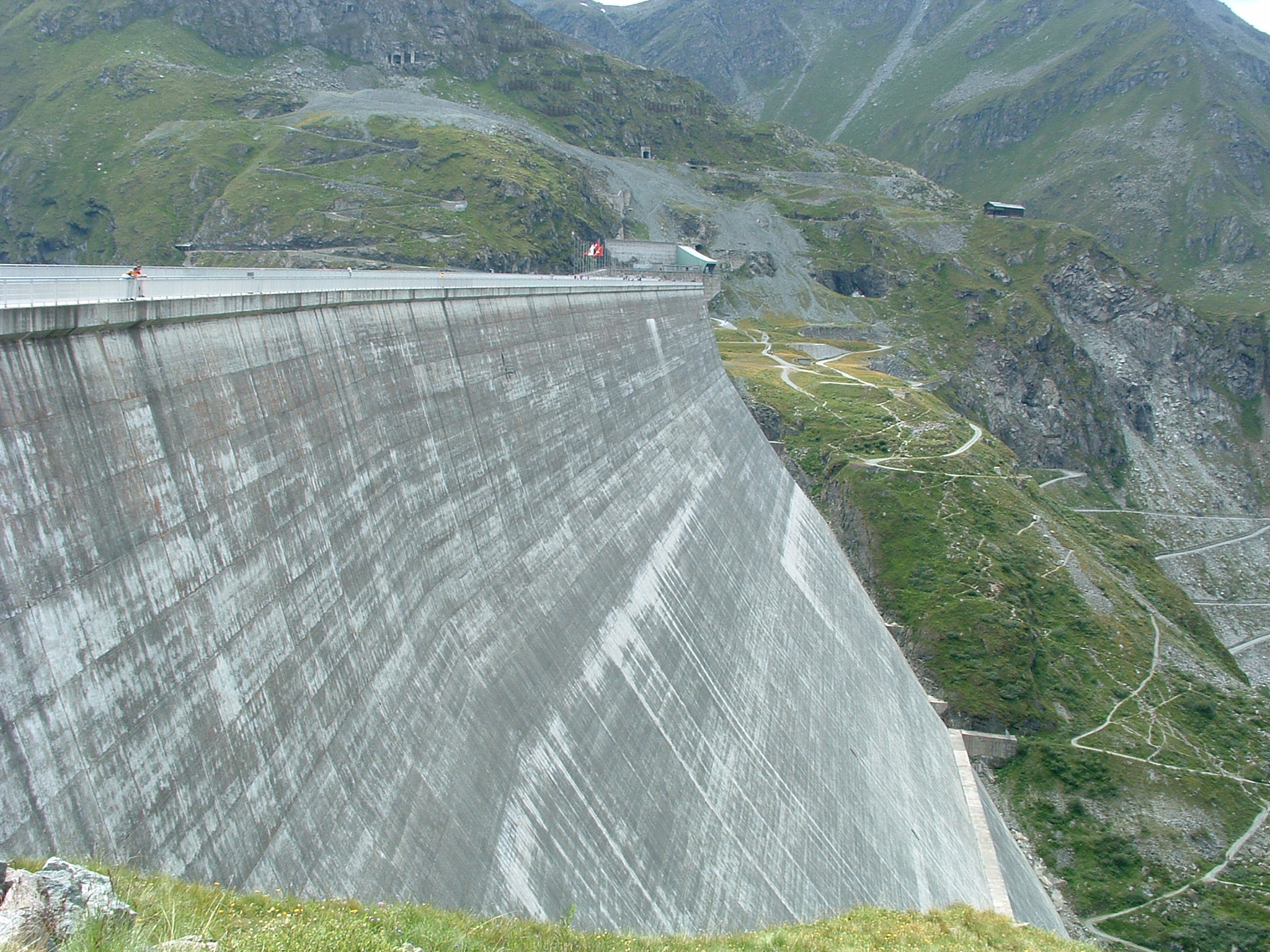
Vue de côté du barrage depuis son sommet. On peut voir l'arrivée du téléphérique au bout du barrage.
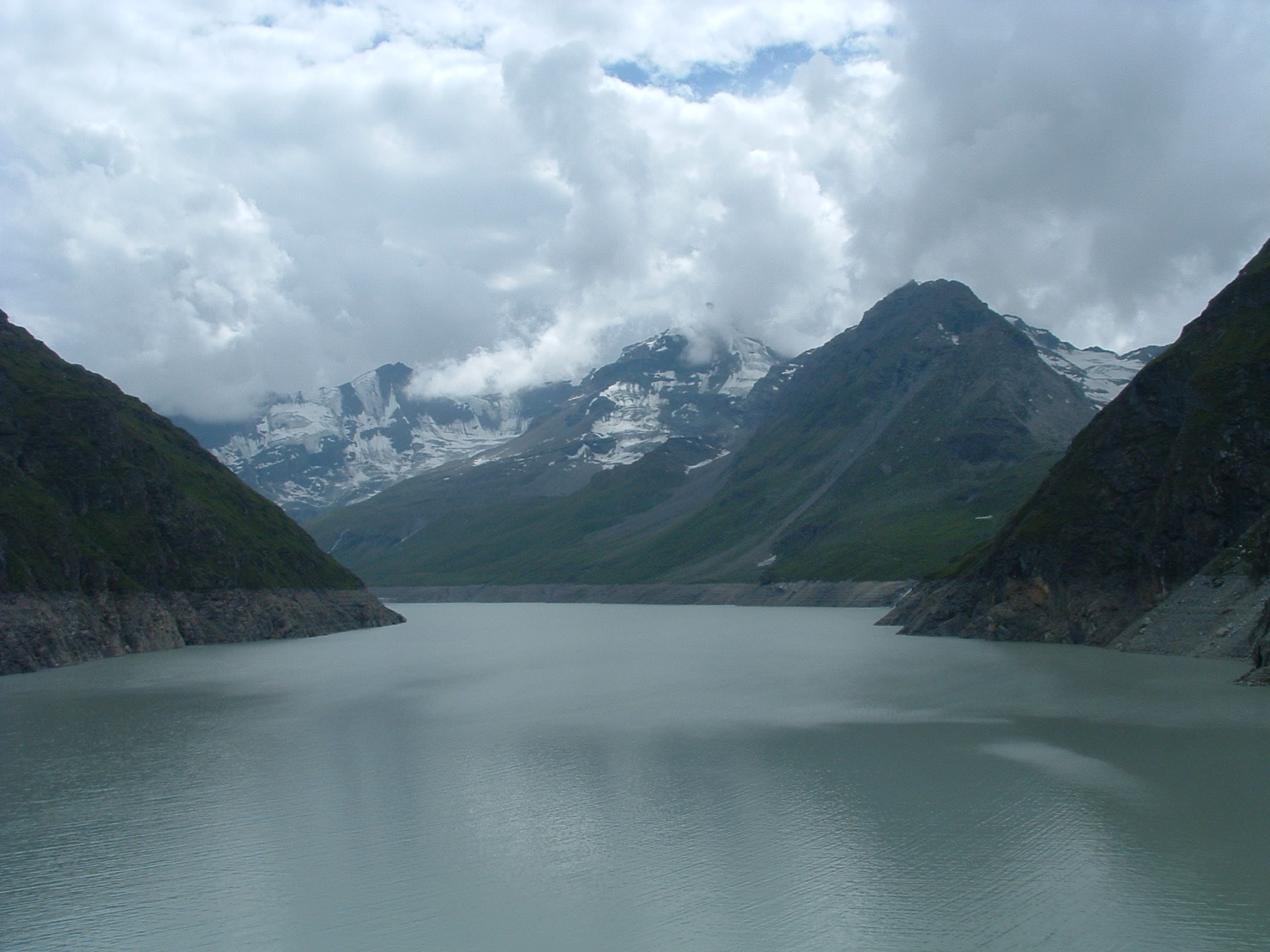
Vue du lac des Dix depuis le sommet du barrage de la Grande-Dixence.
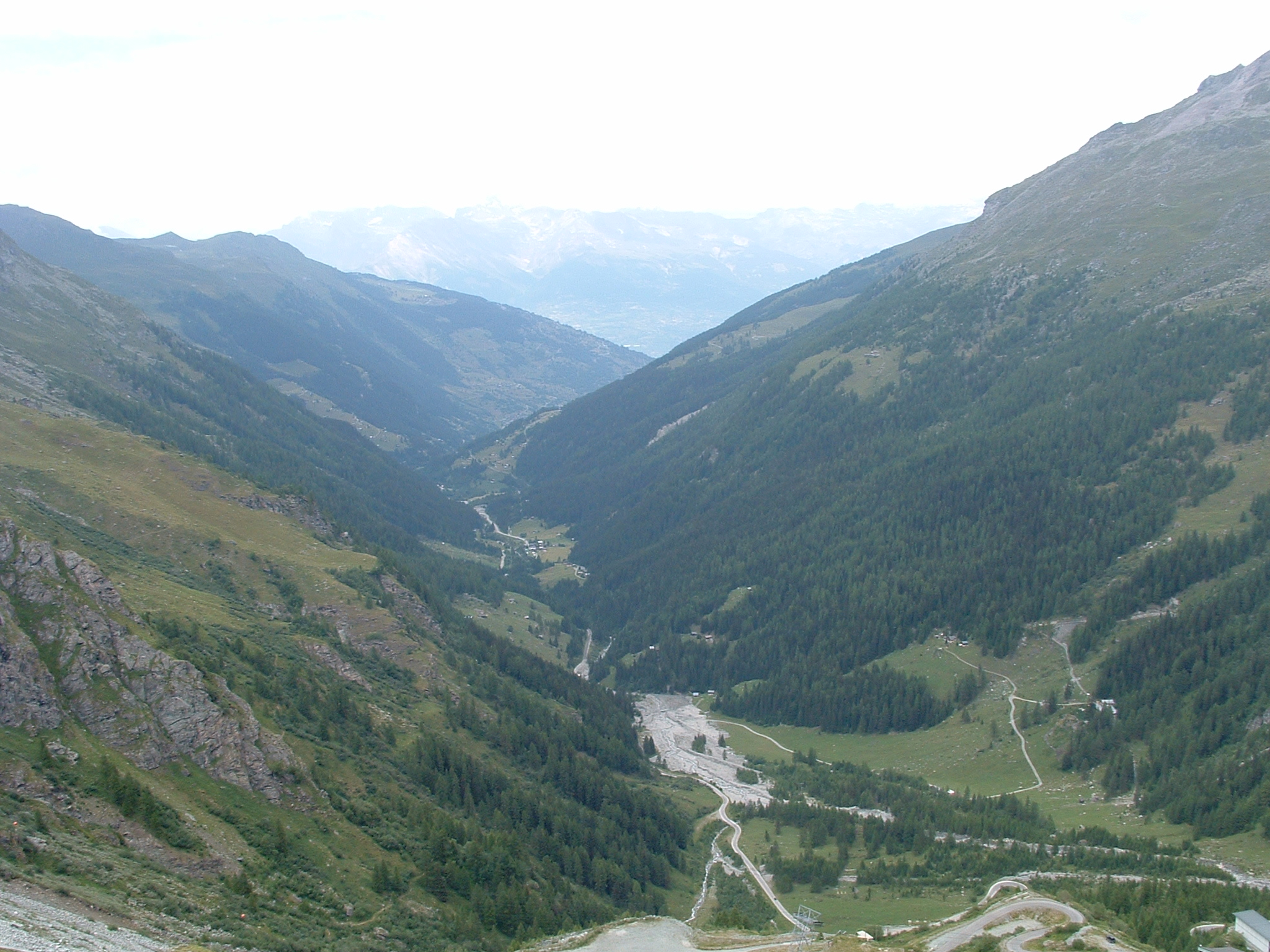
Vue du val des Dix depuis le sommet de la Grande-Dixence.
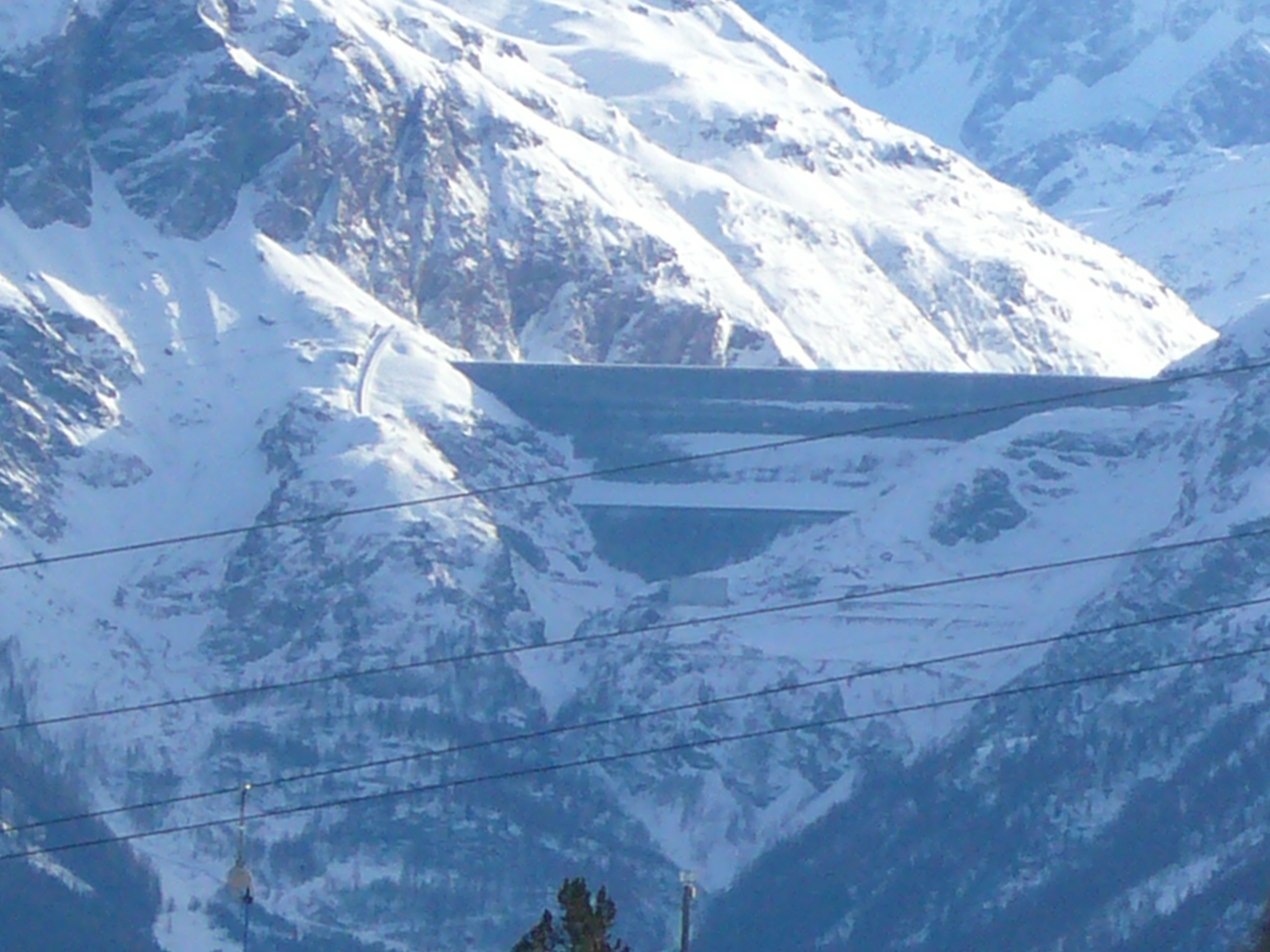
Barrage de la Grande-Dixence sous la neige. Photo prise depuis les piste de ski de Thyon 2000.
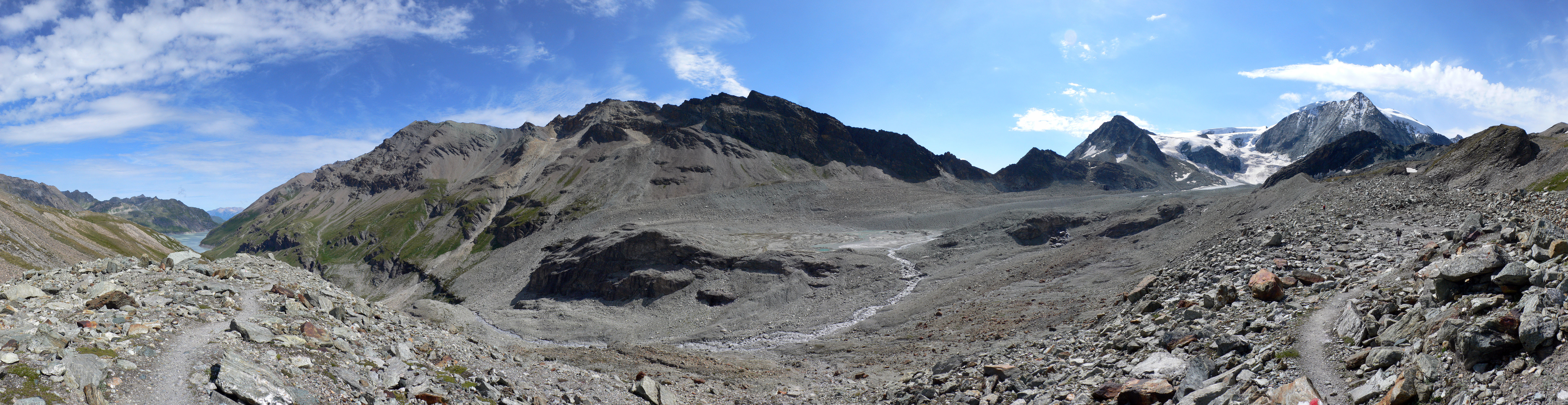
Vue sur le bout du lac de retenue du barrage de la Grande-Dixence et du glacier de Cheilon.
Le barrage, entrée de la galerie de visite.
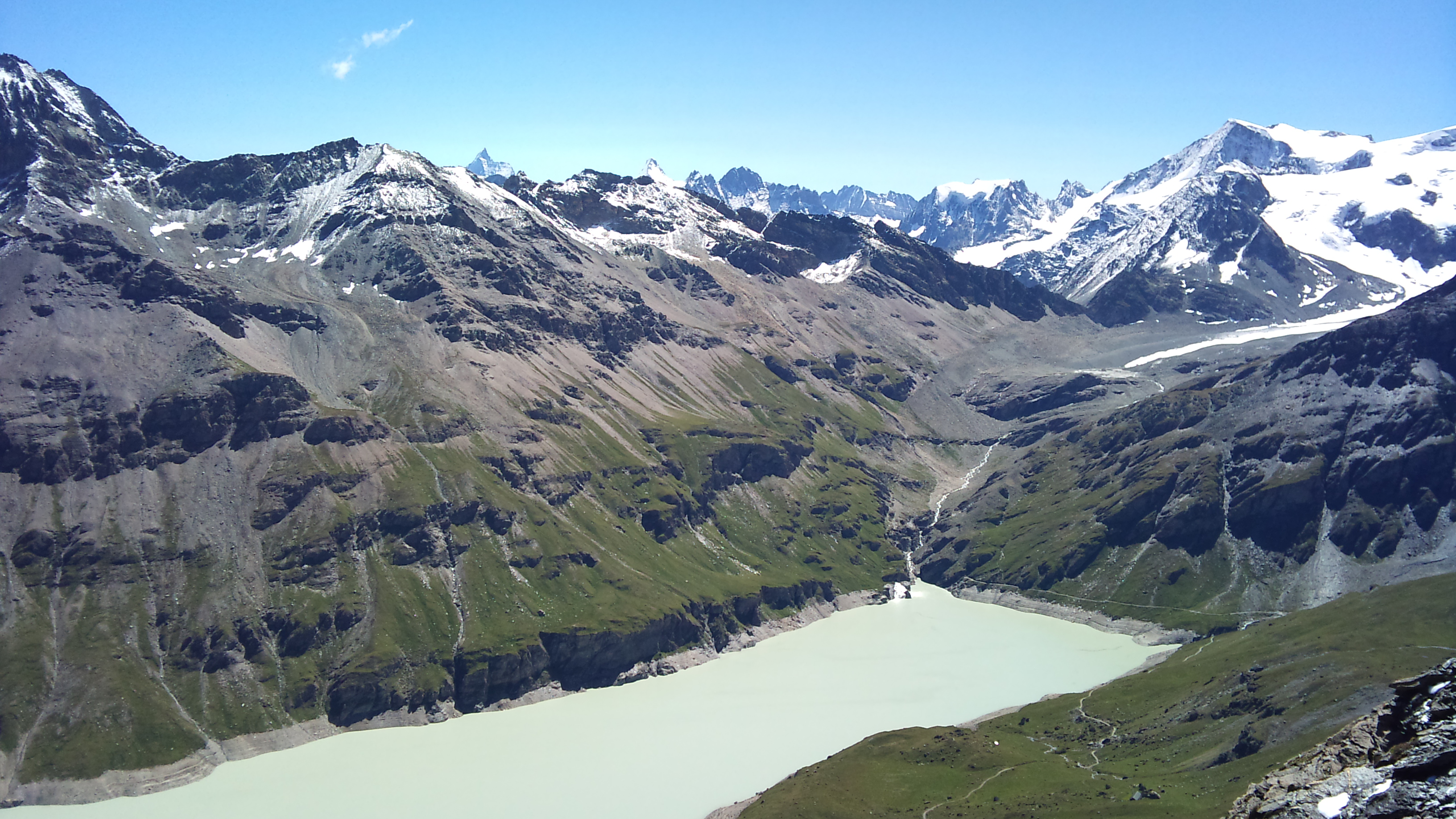
Prise de vue à 3 100 m d'altitude sur le sud du lac.
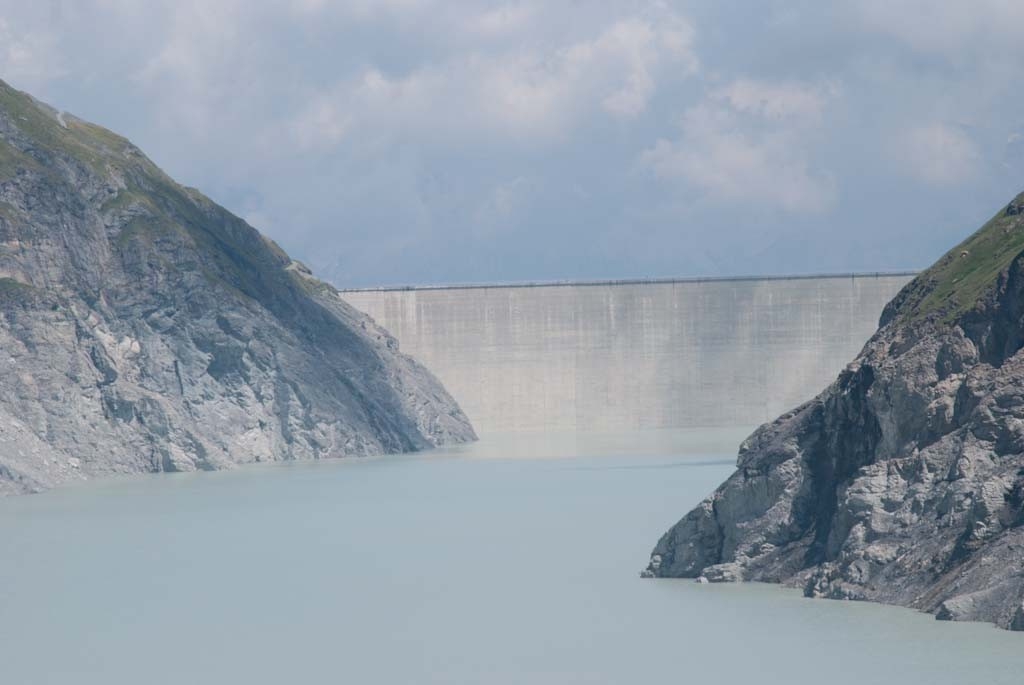
Barrage et lac.